# Samtgemeinde Nenndorf
Die Samtgemeinde Nenndorf ist ein Gemeindeverband im Osten des Landkreises Schaumburg in Niedersachsen (Deutschland) nahe Hannover und hat ihren Sitz im niedersächsischen Staatsbad Nenndorf.

## Geografie

### Geografische Lage
Die Samtgemeinde Nenndorf liegt am Nordrand des Deisters und 16 km südlich des Steinhuder Meeres, zwischen Weser und Leine, am Übergang dieses Mittelgebirges zur Norddeutschen Tiefebene, zwischen den Nachbarstädten Wunstorf, Barsinghausen und Stadthagen, 35 km westlich von Hannover.

### Samtgemeindegliederung
Die Samtgemeinde Nenndorf wurde in ihrer jetzt bestehenden Form am 1. März 1974 gebildet. Sie besteht aus den Mitgliedsgemeinden
- Stadt Bad Nenndorf mit Waltringhausen, Horsten und Riepen
- Haste mit Wilhelmsdorf
- Hohnhorst mit Scheller, Rehren, Rehrwiehe, Nordbruch und Ohndorf mit der Bradtmühle.
- Suthfeld mit Kreuzriehe, Helsinghausen und Riehe

## Geschichte

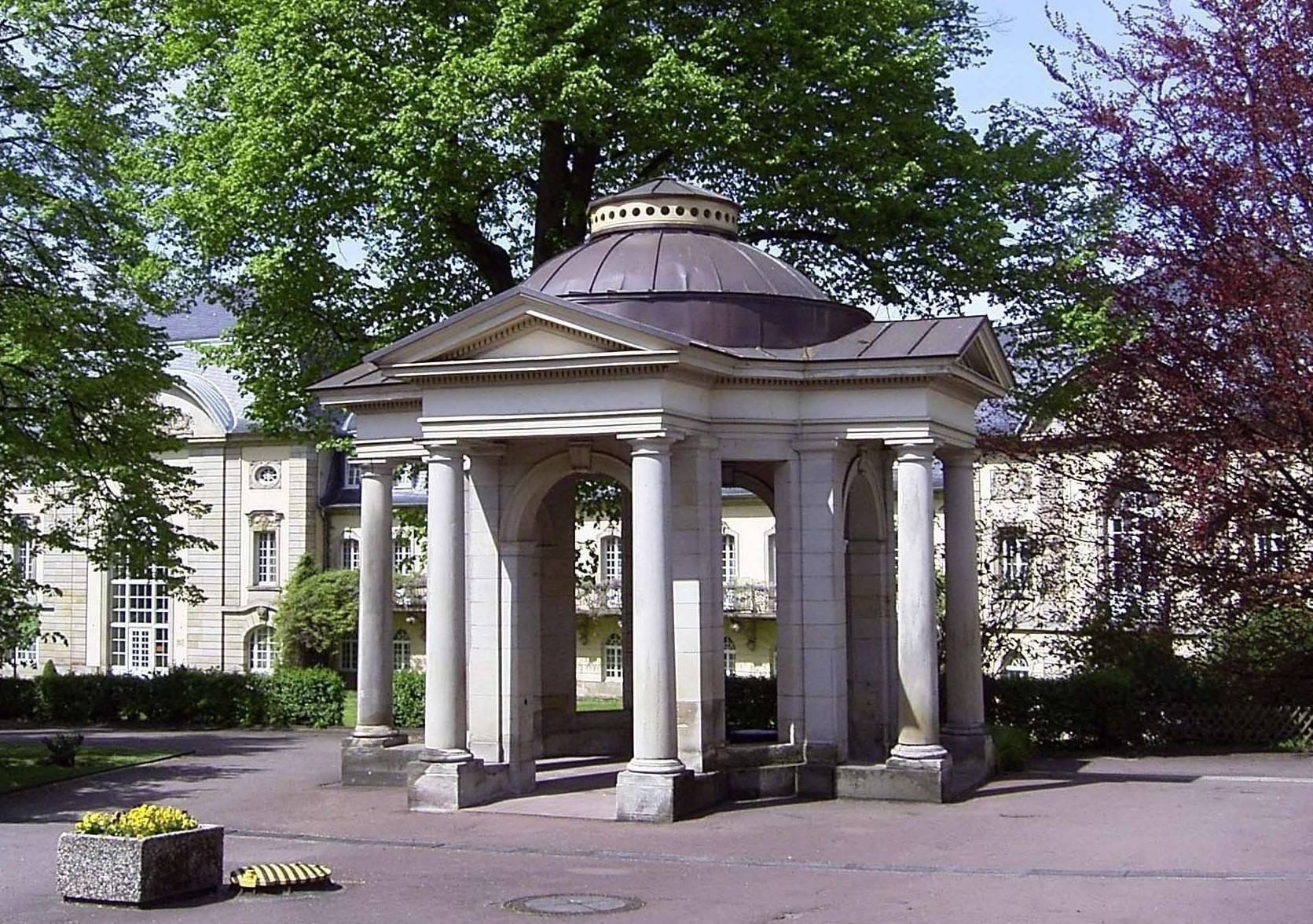
Brunnentempel Bad Nenndorf

In Nenndorf wurden 1604 Hexenverfolgungen durchgeführt: Zwei Frauen gerieten in Hexenprozesse, eine wurde wahrscheinlich verbrannt. Aus dem Ortsteil Horsten wurden im gleichen Jahr wahrscheinlich Anneke Stemmermann in einem Hexenprozess verbrannt und aus dem Ortsteil Riepen zwei Frauen.
Auf Initiative von Landgraf Wilhelm IX. von Hessen-Kassel entstand 1787 der „Gutsbezirk Nendorff“ mit den Badeeinrichtungen und dem Kurpark. Damit wurde der Grundstein gelegt für die heutige Bedeutung des Bades als Zentrum der Samtgemeinde.
Sehr günstig wirkte sich die geografische Lage auf die Entwicklung der Samtgemeinde aus. Am nördlichen Rand der deutschen Mittelgebirge liegt Bad Nenndorf auf einer seit Jahrhunderten genutzten Rhein-Elbe-Verbindung, dem Hellweg, und so bekommt die Samtgemeinde Anschluss an das Eisenbahnnetz (1847 in Haste und 1872 in Nenndorf), den Mittellandkanal (in Haste 1916) und die Autobahn (1939).
1929 entstand die Gemeinde Bad Nenndorf durch Zusammenschluss der Orte Groß Nenndorf, Klein Nenndorf und dem Gutsbezirk Bad Nenndorf.
Bis zur Gebietsreform 1974 bestand die Gemeinde Hohnhorst aus den Gemeinden Hohnhorst, Rehren und Ohndorf. Die Orte Horsten, Riepen und Waltringhausen wurden 1974 in die Gemeinde Bad Nenndorf eingegliedert. Die ehemaligen Gemeinden Helsinghausen, Kreuzriehe und Riehe schlossen sich zur Gemeinde Suthfeld zusammen.
Am 1. März 1974 schlossen sich die Gemeinden Bad Nenndorf, Haste, Hohnhorst und Suthfeld zur Samtgemeinde Nenndorf zusammen.
Bad Nenndorf erhielt im Januar 2000 die Stadtrechte verliehen.

### Religionen
In der Samtgemeinde gibt es die Ev.-luth. Kirchengemeinde Bad Nenndorf, deren Gotteshaus die St. Godehardi-Kirche ist, die Evang.-luth. Kirchengemeinde Hohnhorst mit der Kirche St. Martin, die katholische Kirchengemeinde Maria vom heiligen Rosenkranz Bad Nenndorf, zu der seit 2012 auch die Kirche St. Petrus Canisius in Hohnhorst-Scheller gehört, sowie eine Gemeinde der Neuapostolischen Kirche in Bad Nenndorf.

## Politik

### Samtgemeinderat
Der Samtgemeinderat der Samtgemeinde Nenndorf besteht aus 32 Ratsfrauen und Ratsherren. Dies ist die festgelegte Anzahl für eine Samtgemeinde mit einer Einwohnerzahl zwischen 15.001 und 20.000 Einwohnern. Die Ratsmitglieder werden durch eine Kommunalwahl für jeweils fünf Jahre gewählt. Die aktuelle 
Amtszeit begann am 1. November 2021 und endet am 31. Oktober 2026.
Stimmberechtigt im Rat der Samtgemeinde ist außerdem der hauptamtliche Samtgemeindebürgermeister Mike Schmidt (CDU).
Die letzte Kommunalwahl 2021 ergab das folgende Ergebnis:
| Samtgemeinderat 2021Insgesamt 32 Sitze - SPD: 11 - Grüne: 4 - WGN: 2 - FDP: 2 - CDU: 13 |

Vorherige Wahlergebnisse
| Wahljahr | SPD | CDU | WGN | GRÜNE | LINKE | FWH | FDP | Gesamt    |
| 2016     | 12  | 12  | 5   | 2     | 1     | —   | —   | 32 Sitze  |
| 2011     | 12  | 11  | 5   | 2*    | 1     | —   | 0   | 31 Sitze* |
| 2006     | 14  | 12  | 3   | —     | —     | 2   | 1   | 32 Sitze  |

* Den Grünen stand ein weiterer dritter Sitz zu, der aber mangels weiterer Bewerber nicht besetzt werden konnte.

### Samtgemeindebürgermeister
- 1970–1973 Bernhard Meier
- 1973–1974 Erich Lüthje
- 1974–1981 Heinz Rohrßen
- 1981–1996 Konrad Götze
- 1996–2001 Karl Möhlmann
- 2001–2006 Wilfried Battermann
- 2006–2014 Bernd Reese
- seit 2014 Mike Schmidt[8]

Am 15. Juni 2014 wurde in einer Stichwahl Mike Schmidt (CDU) mit 55,01 % der Stimmen gegen Sigmar Sandmann (SPD) mit 44,99 % zum neuen Samtgemeindebürgermeister gewählt. Mike Schmidt hat am 1. November 2014 das Amt angetreten und war für sieben Jahre gewählt. Bei der Wahl zum Samtgemeindebürgermeister 2021 wurde Schmidt mit 66,59 Prozent der Stimmen im Amt bestätigt. Gegenkandidat war Bendix Bock (SPD).

### Öffentliche Finanzen
Im Haushaltsplan 2013 werden im Ergebnishaushalt Erträge von ~13,8 Millionen und Aufwendungen von ~13,6 Millionen Euro erwartet. Der Finanzhaushalt ist in Einnahmen und Ausgaben in Höhe von ~16,6 ausgeglichen. Zum Ausgleich sind allerdings ~2,4 Millionen Euro als Kreditaufnahme vorgesehen.
Die Neuverschuldung der Samtgemeinde wird sich im Jahr 2013 um etwa 2,4 Millionen Euro erhöhen. Am 31. Dezember 2011 betrug der Schuldenstand ~ 6,7 Millionen Euro.

### Wappen
Blasonierung: Das Wappen der Samtgemeinde Nenndorf zeigt in einem roten Feld ein silbernes Nesselblatt, das mit einem roten Schild belegt ist, in dem sich ein goldener Äskulapstab befindet.

## Kultur und Sehenswürdigkeiten

### Theater
- Das „Ohndorf-Theater“ ist eine engagierte Laienspielgruppe.
- Die „Theaterkiste Waltringhausen“ bevorzugt humorvolle Aufführungen.

### Museen
- Agnes-Miegel-Haus
- Museum Bad Nenndorf e. V.[10]

### Musik
- Das „Kultur-Forum“ und unterstützend „Kultur-Forum & friends“ engagieren herausragende Künstler und sorgen für zahlreiche Live-Konzerte unterschiedlicher Musikrichtungen.
- Das fröhliche Dutzend präsentiert Schlager und Volksmusik.

### Regelmäßige Veranstaltungen
- Stadtfest im Juni
- Schützenfest in Horsten und Bad Nenndorf im Juli
- Lichterfest (Illumination des Kurparks) im August
- Erntefeste in Waltringhausen, Riepen, Ohndorf, Rehren A/R, Haste und Riehe im September
- Bauernmarkt im Kurpark im Herbst
- Weihnachtsmarkt im Dezember

### Bauwerke

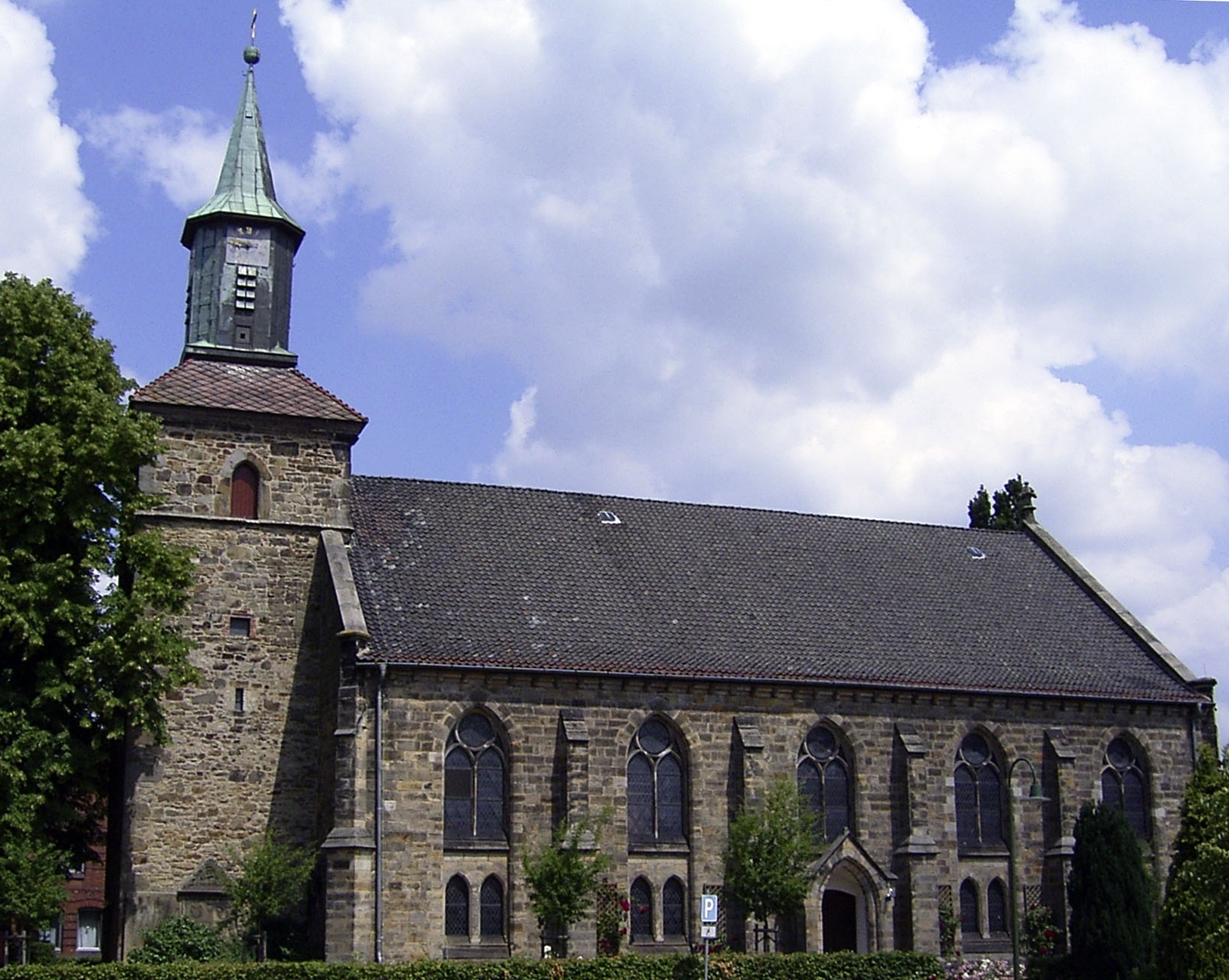
Kirche in Hohnhorst

- Evangelische St. Godehardi-Kirche in Bad Nenndorf, erbaut 1853.
- Katholische Kirche Maria v. hl. Rosenkranz in Bad Nenndorf, erbaut 1895.
- Die evang. Pfarrkirche St. Martin in Hohnhorst mit einem 1899 im neugotischen Stil des Conrad Wilhelm Hase erbauten Langhaus und einem Kreuzgewölbe aus dem 13. Jahrhundert.
- Hotel Esplanade in Bad Nenndorf, ehem. Badehaus im Kurpark, erbaut 1906.
- Schlösschen im Nenndorfer Kurpark, erbaut 1806.
- Brunnentempel über der Schwefelquelle im Kurpark, 1842 erbaut, Wahrzeichen von Bad Nenndorf.
- Ruine der Heisterburg im Deister

### Parks

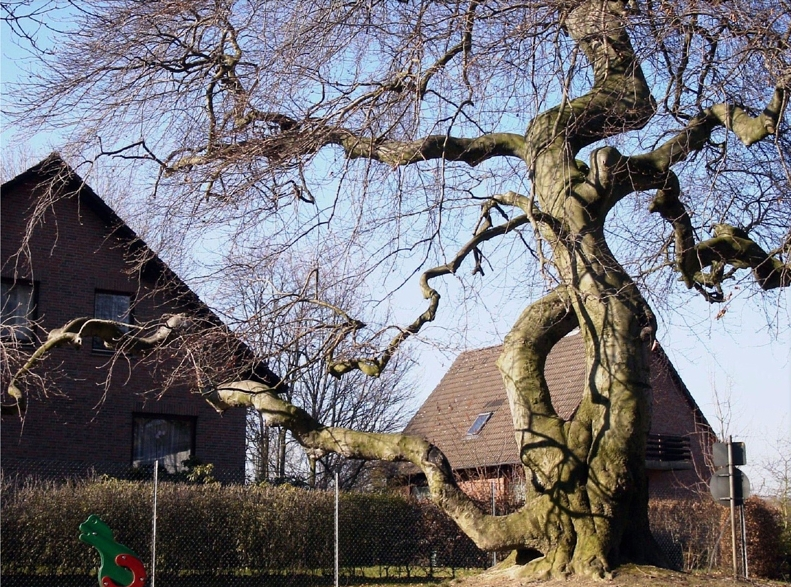
Süntelbuche in Haste

- Bad Nenndorf besitzt einen 34 ha großen sehenswerten Kurpark mit historischen Bauten und einem über 200 Jahre alten Baumbestand. Einmalig in Deutschland ist eine kleine Allee aus knapp 100 seltenen Süntel-Buchen am westlichen Rand des Kurparks.
- In den Jahren 2003–2004 entstand über den Kurpark im Rahmen einer Projektarbeit an der Universität Hannover ein ausführliches gartendenkmalpflegerisches Gutachten, das auch viele Hintergründe zur Geschichte liefert. Die Kur und Tourismus GmbH der Stadt Bad Nenndorf hat im Jahr 2005 mit der Umsetzung der Empfehlungen zur Pflege begonnen.

### Alleen
- In Bad Nenndorf gibt es zwei repräsentative Alleen, die Rodenberger Allee und die Buchenallee. Beide Alleen wurden im Zusammenhang mit dem Ausbau des „Schwefelbades Nendorf“ Ende des 18. Jahrhunderts angelegt.

### Naturdenkmäler
- Kraterquelle mit Kalksinter-Ringwall bei Bad Nenndorf
- Am alten Forsthaus in Haste steht die zweitgrößte Süntel-Buche der Deister-Süntel-Region.

## Wirtschaft und Infrastruktur

### Verkehr

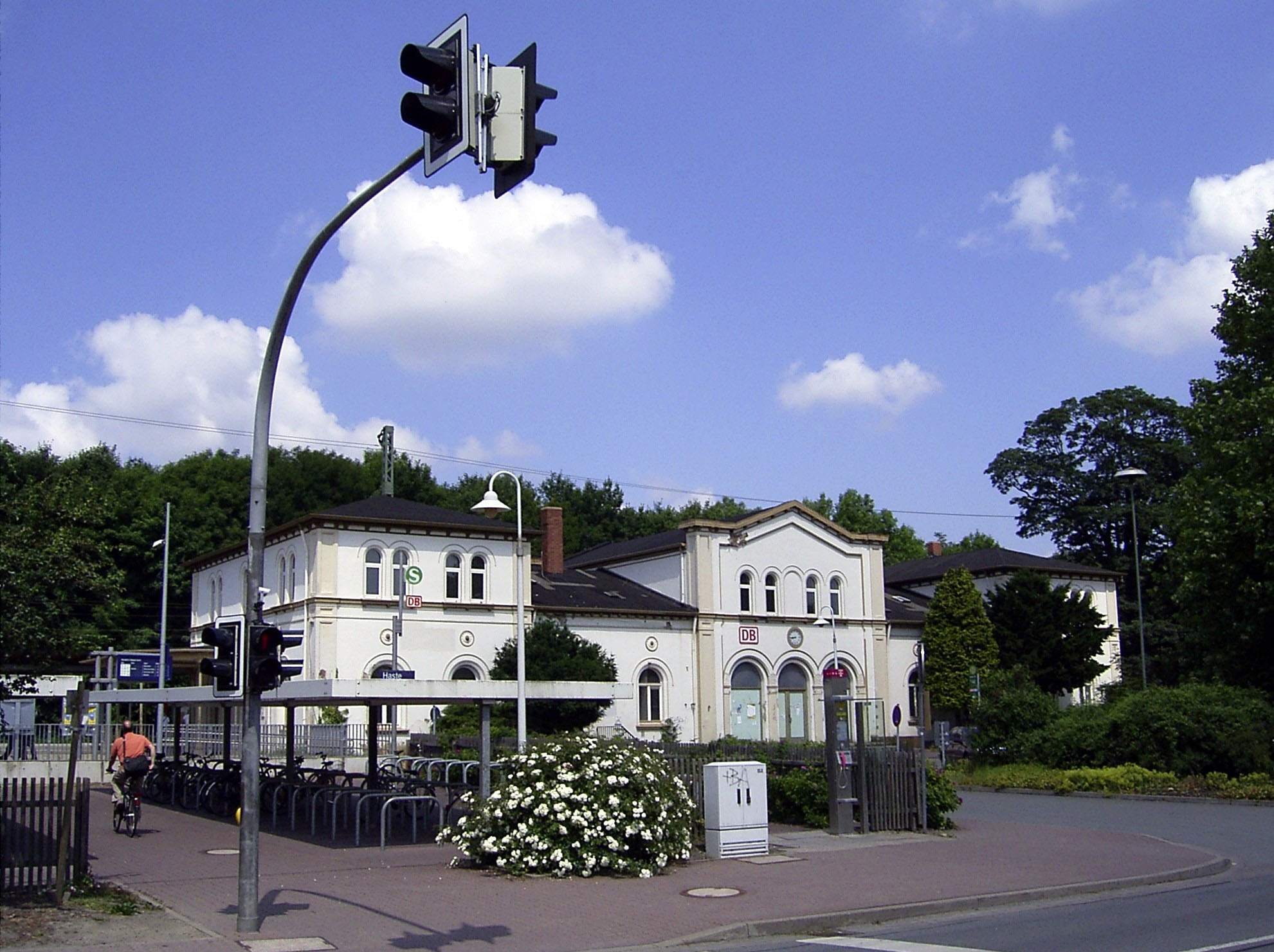
Bahnhof in Haste

Die Samtgemeinde liegt an der BAB 2 und an den Bundesstraßen 65 und 442. In 40 min erreicht man per Pkw den Flughafen Hannover.
Haste ist ein Eisenbahnknotenpunkt an der S-Bahn Hannover mit den Linien 1 und 2. Der Bahnhof/Haltepunkt Bad Nenndorf liegt an der S-Bahn-Strecke Haste-Hannover-Minden. Mit der S-Bahn fährt man zirka 40 Minuten nach Hannover.

### Medien
Wichtige Tageszeitung sind die „Schaumburger Nachrichten“, die in Bad Nenndorf eine Lokalredaktion haben. Zweimal wöchentlich erscheint das Anzeigenblatt „Schaumburger Wochenblatt“ mit Sitz in Rodenberg.

### Öffentliche Einrichtungen
- In Bad Nenndorf gibt es einen evang. Kindergarten, zwei Samtgemeinde-Kindergärten und in Haste, Rehren und Suthfeld je einen Samtgemeinde-Kindergarten.
- In Bad Nenndorf gibt es ein Jugendzentrum.
- Bad Nenndorf ist Sitz der Bundesgeschäftsstelle der Deutschen Lebens-Rettungs-Gesellschaft (DLRG) und Sitz des Präsidiums mit Bundesschulungszentrum und Tagungshotel.
- In der Samtgemeinde sorgen zehn Freiwillige Feuerwehren für den Brandschutz und die allgemeine Hilfe.

### Kliniken
- Klinik Niedersachsen, Reha-Klinik in Bad Nenndorf
- Landgrafen-Klinik, Reha-Fachklinik für Orthopädie und Unfallchirurgie

### Sport und Freizeit
- Landgrafentherme in Bad Nenndorf
- Hallenbad mit Solarium und Sauna in Bad Nenndorf
- Sportzentrum in Bad Nenndorf mit mehreren Plätzen und Hallen
- Sportpark (Tennishalle, Badminton etc.)
- Sporthallen und -plätze in Haste, Kreuzriehe, Ohndorf, Rehren, Riepen und Waltringhausen
- Tennisplätze in Bad Nenndorf, Haste, Hohnhorst, Kreuzriehe, Riepen und Waltringhausen
- eine Minigolf-Anlage in Bad Nenndorf
- Wandelhalle mit großen und kleinem Saal am Kurpark
- Kurtheater mit Kurlichtspiele in Bad Nenndorf
- Haus der Begegnung mit öffentl. evang. Bücherei in Bad Nenndorf
- Reitsporthalle in Bad Nenndorf, Rotrehre

### Bildung
Nahezu das gesamte Bildungsangebot der Samtgemeinde konzentriert sich in Bad Nenndorf.
Bad Nenndorf verfügt über ein Gymnasium.
Hinzu kommt die CJD-Schule Schlaffhorst-Andersen für Atmung und Stimme.
Je eine Grundschule gibt es in Bad Nenndorf („Berlin-Schule“) und in Haste. Allein in Bad Nenndorf gibt es vier Kindergärten. Weitere befinden sich in Haste, Helsinghausen, Rehren und Hohnhorst.
Eine IGS gibt es im unmittelbar benachbarten Rodenberg.

## Persönlichkeiten

### Söhne und Töchter der Samtgemeinde
- Christoph Steding (1903–1938), Historiker, geboren in Waltringhausen

### Weitere Persönlichkeiten, die mit der Samtgemeinde in Verbindung stehen
- Landgraf Wilhelm IX. von Hessen-Kassel (1743–1821) war 1787 Gründer des Bades.
- Jérôme Bonaparte (1784–1860), König von Westphalen (1807–1813), führte das Schlammbaden ein und erweiterte die Kureinrichtungen.
- Victor von Podbielski (1844–1916), Preußischer Landwirtschaftsminister zu Beginn des 20. Jahrhunderts, war verantwortlich für große Investitionen des preußischen Staates in Bad Nenndorf, unter anderem Bau der Esplanade und Erweiterung des Kurparks.